# Wild Thing (Valleyfair)
Wild Thing in Valleyfair! (Shakopee, Minnesota, USA) ist eine Stahlachterbahn, die  am 11. Mai 1996 als erste Achterbahn des Herstellers D. H. Morgan Manufacturing eröffnet wurde.
Die 10 Mio. US-Dollar teure, 1664,2 m lange Bahn erreicht eine Höhe von 63,1 m und besitzt eine 59,7 m hohe Abfahrt, auf der die Züge eine Höchstgeschwindigkeit von 119,1 km/h erreichen. Die drei weiteren Hügel erreichen eine Höhe von 31,4 m, 39,6 m und 31,4 m. An einer Stelle führt die Strecke auch durch einen Tunnel.

## Züge
Wild Thing besitzt drei Züge mit jeweils sechs Wagen. In jedem Wagen können sechs Personen (drei Reihen à zwei Personen) Platz nehmen.